# Patrick Heß
Patrick Heß   (22 d'abril de 1970 - 10 de maig de 2018) va ser un pilot d'enduro alemany que va destacar en competició durant les dècades del 1980 i 1990, tant a escala internacional com a l'antiga RDA. El 1990 va guanyar el darrer Campionat de la RDA d'enduro de 125 cc de la història.

## Biografia
Patrick Heß va debutar en curses de motocròs a dotze anys corrent per al MC Simson Suhl amb una motocicleta equipada amb un motor de ciclomotor Simson de 50 cc que li havia construït el seu pare. El 1985 va disputar les seves primeres proves d'enduro a la categoria dels 75 cc amb carnet B i a partir de 1989 va passar al carnet A. Arran del canvi polític al país del 1990 que va acabar propiciant la reunificació alemanya, Heß va deixar la Simson per una KTM i aquell any va esdevenir l'últim campió de la RDA d'enduro a la classe de "tecnologia especial" de 125 cc.
Des de 1990, Heß va participar en competicions nacionals i internacionals d'enduro, com ara l'edició de 1990 de la Rund um Zschopau, puntuable per al Campionat del Món. De 1991 a 1993 va ser membre de la selecció alemanya per al Trofeu Júnior als ISDE. El 1993 va aconseguir el seu major èxit internacional en guanyar una cursa al Campionat d'Europa d'enduro júnior, celebrada en el marc del Campionat del Món d'enduro de l'època. El 2002 i el 2003 va ser subcampió d'Alemanya de la seva categoria. Al llarg dels anys, a banda de Simson i KTM, va pilotar motocicletes TM, Yamaha, Honda, BMW i, al final de la seva carrera, una Aprilia bicilíndrica de 450 cc.
A més de l'enduro, Heß va participar també en competicions de modalitats relacionades. El 1998 va aconseguir acabar l'ErzbergRodeo i el 2002 va participar en el recentment creat Campionat d'Alemanya de Cross Country (GCC). El 2009 va posar punt final a la seva carrera esportiva a la darrera cursa del campionat alemany d'enduro, la Rund um Zschopau. Un cop retirat, es va involucrar en l'organització de diverses competicions de motociclisme.
Patrick Heß es va morir en un accident de trànsit el 2018.